# Ture Billbergh

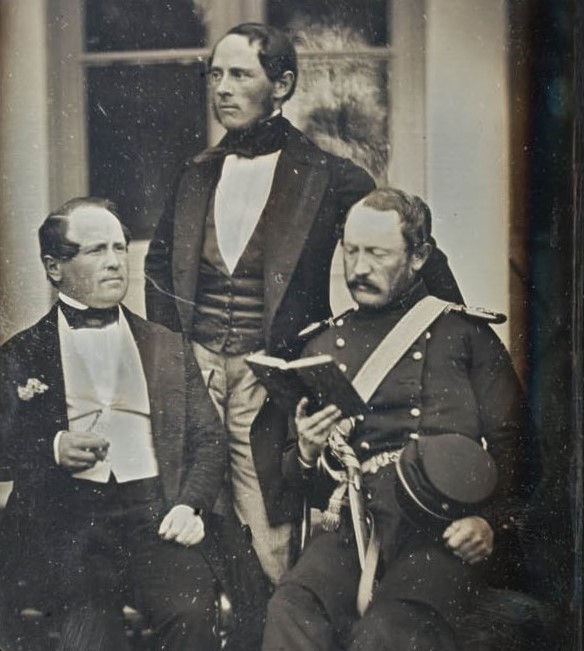
Ture Arvid Billbergh (stående) med fadern Johan Peter af Billbergh (till höger) och brodern Otto Emil (till vänster).

Ture Arvid Billbergh, född den 5 augusti 1815 i Stockholm, död där den 31 december 1908, var en svensk ämbetsman. Han var son till Johan Peter af Billbergh.
Billbergh blev juris utriusque kandidat vid Uppsala universitet 1839, tjänstgjorde i två år som biträde hos häradshövding Johan Gabriel Richert och ägnade sig därefter åt rättegångsverken i Stockholm, främst Svea hovrätt, där han 1845 befordrades till fiskal och 1850–1880 innehade tjänst som advokatfiskal. Billbergh antogs 1862 till sekreterare och ombudsman hos serafimerordensgillet och tjänstgjorde från 1877 flera år i sundhetskollegium som sekreterare i hospitalsärenden. Åren 1875–1883 var Billbergh utsedd till justitieombudsmannens efterträdare. Han var 1868–1882 ledamot av direktionen för civilstatens pensionsinrättning och fyllde 1880–1897 motsvarande uppdrag vid allmänna änke- och pupillkassan. På grund av sin duglighet och sitt personliga anseende bekläddes Billbergh vidare med flera kommunala förtroendevärv och utsågs av regeringen till ledamot av åtskilliga kommittéer.